# Mark Kelly (astronaute)
Pour les articles homonymes, voir Mark Kelly.
Mark Kelly, né le 21 février 1964 à Orange (New Jersey), est un officier de marine, astronaute et homme politique américain.
Diplômé de l'Académie de la marine marchande des États-Unis, il s'engage dans la United States Navy comme pilote d'avion d'attaque en 1987. Il est déployé à deux reprises sur le porte-avions USS Midway, avant d'entrer à la NASA en 1996. Il accomplit deux missions comme pilote (STS-108 et STS-121) et deux missions comme commandant (STS-124 et STS-134) à bord de la navette spatiale américaine. Il est le dernier commandant de la navette Endeavour dans le cadre de la mission STS-134.
Frère jumeau de Scott J. Kelly, également astronaute, il est marié à Gabrielle Giffords, ancienne élue de l'Arizona à la Chambre des représentants des États-Unis. Mark Kelly se présente avec succès à la nomination du Parti démocrate pour le Sénat des États-Unis en vue des élections de 2020, lors desquelles il défait la sortante Martha McSally, membre du Parti républicain. 
Le 8 novembre 2022, il défend son mandat contre Blake Masters et est réélu pour un second mandat.

## Biographie

### Carrière militaire
Mark Edward Kelly naît à Orange dans l'État du New Jersey de Richard Kelly et Patricia McAvoy, tous deux policiers. Diplômé en 1986 de l'Académie de la marine marchande des États-Unis, il entre l'année suivante à la Naval Postgraduate School et s'entraîne sur un avion de type Grumman A-6E Intruder.
Il obtient une maîtrise universitaire ès sciences en ingénierie spatiale en 1994 et est ensuite affecté à la base aérienne d'Atsugi (Japon). Participant à deux déploiements en zone de combat dans le golfe Persique à bord du porte-avions USS Midway, il effectue 39 missions de combat dans le cadre de la guerre du Golfe durant son deuxième séjour. Il est ensuite affecté à la United States Naval Test Pilot School en 1993 et 1994. Il a à son actif plus de 5 000 heures de vol sur plus de 50 types d'avion et effectue plus de 375 appontages.

### Missions à la NASA comme pilote astronaute
En 1996, Mark Kelly et son frère jumeau Scott sont sélectionnés par la NASA comme pilotes de la navette spatiale américaine. Il séjourne en tout plus de 54 jours dans l'espace. Il est toujours en service actif. Il est détaché à la NASA et a le rang de captain (colonel) dans la United States Navy.
Kelly effectue quatre missions à bord de la navette :
- Kelly est le pilote de la mission STS-108 lancée le 5 décembre 2001. Au cours de cette mission de 12 jours, la navette relève l'équipage permanent de la Station spatiale internationale et transporte 3 tonnes d'équipement et de ravitaillement.
- Il est à nouveau pilote sur la mission STS-121 lancée le 4 juillet 2006. Au cours de cette mission l'équipage teste de nouveaux équipements et procédures destinées à accroître la sécurité des vols et définies à la suite de l'accident de la navette spatiale Columbia. La navette transporte également plus de 2 tonnes de ravitaillement et d'équipement pour la Station spatiale internationale et amène Thomas Reiter nouveau membre de l'équipage permanent de l'Expédition 13.
- Kelly est commandant de la mission STS-124 lancée le 31 mai 2008. La navette transporte le laboratoire spatial Kibo à la Station spatiale internationale et l'équipage effectue 3 sorties extravéhiculaire durant son séjour dans l'espace.
- Kelly, après des congés pour convenance personnelle à partir du 8 janvier 2011, date à laquelle son épouse Gabrielle Giffords est grièvement blessée dans la fusillade de Tucson (Arizona), où elle tient une réunion politique, reprend l'entraînement pour assurer le commandement de la mission STS-134 planifiée pour le 19 avril 2011, mais partant finalement le 16 mai 2011. Il s'agit de la dernière mission de la navette Endeavour.

### Entrée en politique et militantisme pour le contrôle des armes à feu
À la suite de la tuerie de Sandy Hook en 2013, deux ans après la fusillade de Tucson, Mark Kelly et Gabrielle Giffords fondent Americans for Responsible Solutions (« Américains pour des Solutions Responsables »). L'association a pour but de réduire les violences par arme à feu aux États-Unis et vise notamment à imposer des contrôles d'antécédents pour tout achat d'arme, à limiter la vente de silencieux et à interdire les armes dans les écoles. Bien que soutenant généralement des candidats démocrates, l'association apporte également son soutien à des élus républicains favorables au contrôle des armes à feu aux États-Unis, à l'image de Mark Kirk et Pat Toomey lors des élections sénatoriales de 2016.

### Sénateur des États-Unis
Le 12 février 2019, il annonce sa candidature à la primaire du Parti démocrate pour les élections de 2020 au Sénat des États-Unis en Arizona. Il part favori pour la nomination, certains sondages le donnant également gagnant sur Martha McSally, la sénatrice républicaine sortante nommée pour remplacer Jon Kyl, après qu'elle a perdu l'élection sénatoriale de 2018 contre la démocrate Kyrsten Sinema. En mars 2019, le représentant Ruben Gallego — issu de la gauche du parti — annonce ne pas être candidat à la primaire, laissant le champ libre à Kelly, qui remporte finalement la nomination sans opposition en août 2020. Durant toute la campagne, Kelly lève davantage de fonds que McSally et est donné en tête par les sondages,. Le jour de l'élection, il bat McSally avec 51,2 % des voix contre 48,8 %. Lorsqu'il entre en fonction le 2 décembre suivant, il s'agit de la première fois depuis 1953 que les deux sénateurs fédéraux de l'Arizona sont affiliés aux démocrates.

Le 11 mars 2024, dans le cadre de la suppression de l'aide militaire américaine dans l'invasion russe de l'Uraine, imposée par Donald Trump, à son retour d'une visite en Ukraine, Mark Kelly a indiqué : « Je viens de quitter l'Ukraine. Ce que j'ai vu m'a convaincu que nous ne pouvons pas abandonner le peuple ukrainien. Tout le monde souhaite la fin de la guerre mais tout accord doit protéger la sécurité de l'Ukraine et ne doit pas être un cadeau pour Vladimir Poutine ni d'affaiblir la position de l'Ukraine ». Elon Musk a alors qualifié le sénateur de « traitre », ce dernier lui a répondu « Un traître ? Elon, si vous ne comprenez pas que défendre la liberté d'information est un principe fondamental qui fait la grandeur de l'Amérique et assure notre sécurité, peut-être devriez-vous laisser cela à ceux d'entre nous qui le font »,,,,.

### Vie privée

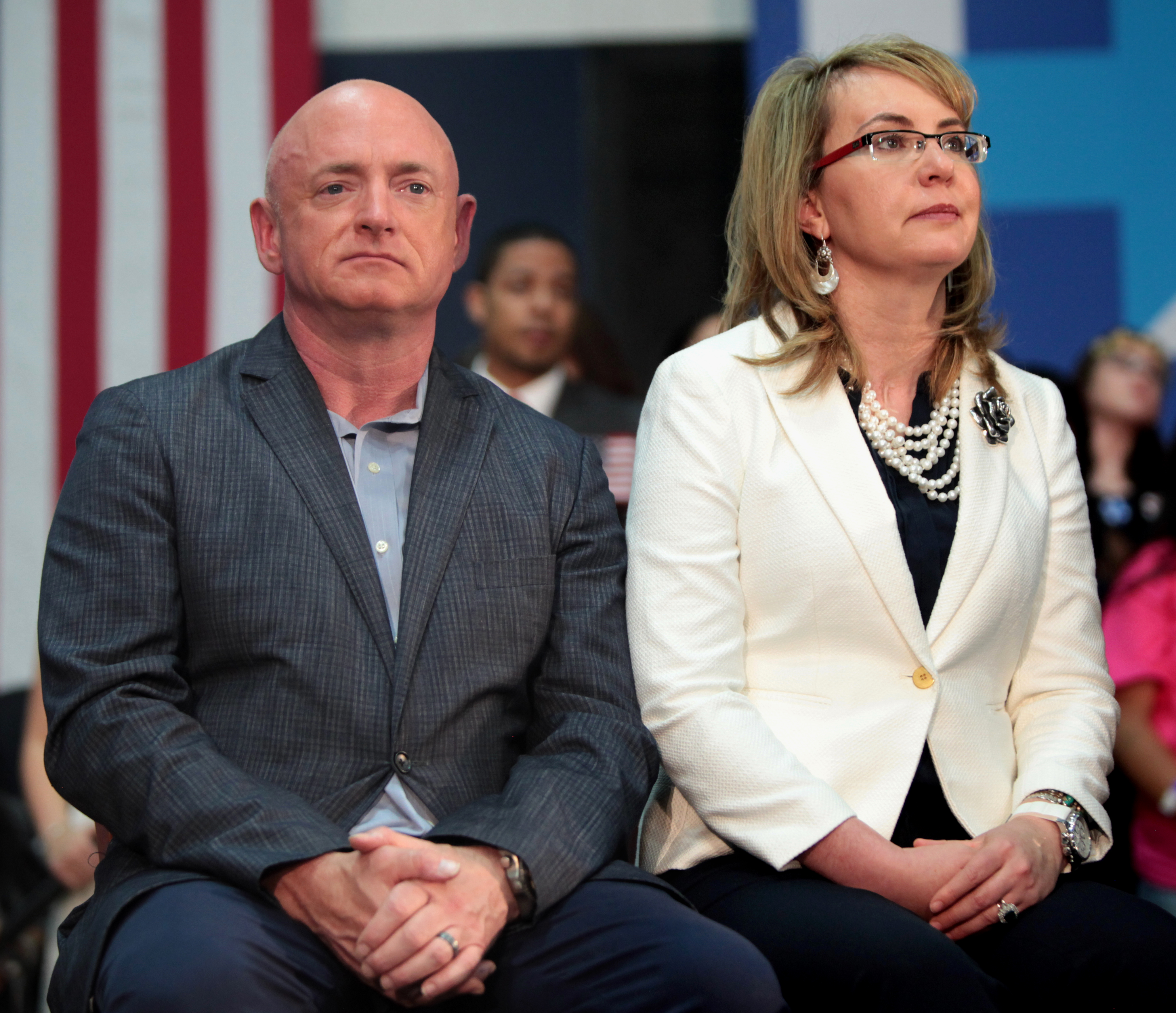
Mark Kelly et son épouse Gabrielle Giffords, à Phoenix, en 2016.

Mark Kelly est marié depuis 2007 avec la femme politique Gabrielle Giffords, qui est représentante des États-Unis de 2007 à 2012 et auparavant membre du Sénat de l'Arizona de 2003 à 2006. Il a deux filles, Claudia et Claire Kelly, d'un précédent mariage avec Amelia Victoria Babi.